# Miriam Shor
Miriam Shor (Minneapolis, 1971. július 25. –) amerikai színész.
Legismertebb alakítása Diana Trout a Younger című sorozatban.

## Fiatalkora
Minneapolisban született. Szülei elváltak, amikor hétéves volt, és ide-oda költözött Torino (ahol anyjával élt) és Detroit, apja lakóhelye között. Később a Michigani Egyetemre járt, ahol drámaszakon szerzett diplomát.

## Pályafutása
2012-ben a GCB című sorozatban szerepelt, ezt 2012–2014 között A férjem védelmében követte. 2015-től 2021-ig a Younger című sorozatban már főszerepet alakított, két epizódot rendezőként is jegyez. 2018-ban a Foglalkozásuk: amerikai című történelmi drámasorozat hat epizódjában tűnt fel.
2020-ban az Elveszett lányok című misztikus filmdrámában szerepelt, 2023-ban A galaxis őrzői: 3. részében  Vim rögzítőt játszotta.

## Filmográfia

### Film
| Év   | Magyar cím                     | Eredeti cím                    | Szerep            | Magyar hang      |
| ---- | ------------------------------ | ------------------------------ | ----------------- | ---------------- |
| 1999 | Entrópia                       | Entropy                        | Vakrandi          |                  |
| 1999 |                                | Flushed                        | Stephanie         |                  |
| 1999 | Tavaszi hó                     | Let It Snow                    | Beth              |                  |
| 2000 | A bájkeverő                    | Bedazzled                      | Carol             | Kiss Eszter      |
| 2001 | Hedwig és a Mérges Csonk       | Hedwig and the Angry Inch      | Yitzhak           |                  |
| 2002 |                                | Set Set Spike                  | anya              |                  |
| 2003 |                                | Second Born                    | Laura             |                  |
| 2004 |                                | Lbs.                           | Lara Griffin      |                  |
| 2005 |                                | Pizza                          | Vanessa           |                  |
| 2006 |                                | Shortbus                       | Cheryl            |                  |
| 2007 |                                | The Cake Eaters                | Stephanie         |                  |
| 2008 |                                | Puppy Love                     | Anne              |                  |
| 2012 |                                | That's What She Said           | Rhoda             |                  |
| 2014 | Öt emelet boldogság            | 5 Flights Up                   | Kimért hölgy      | Balogh Anikó     |
| 2015 | Puerto Rico-i zsaruk Párizsban | Puerto Ricans in Paris         | Nora őrmester     | Bertalan Ágnes   |
| 2018 |                                | Before/During/After            | Irene             |                  |
| 2020 | Elveszett lányok               | Lost Girls                     | Lorraine          | Kerekes Viktória |
| 2020 | Az éjféli égbolt               | The Midnight Sky               | Mitchell felesége | Bertalan Ágnes   |
| 2023 | A galaxis őrzői: 3. rész       | Guardians of the Galaxy Vol. 3 | Vim rögzítő       | Hábermann Lívia  |
| 2023 | Maestro                        | Maestro                        | Cynthia O'Neal    | Németh Kriszta   |
| 2023 | Amerikai irodalom              | American Fiction               | Paula             | Németh Kriszta   |

### Televízió
| Év         | Magyar cím                       | Eredeti cím                  | Szerep                | Megjegyzések                                               |
| ---------- | -------------------------------- | ---------------------------- | --------------------- | ---------------------------------------------------------- |
| 2000       |                                  | Becker                       | Rosie                 | 1 epizód                                                   |
| 2000       |                                  | Then Came You                | Cheryl Sominsky       | főszereplő                                                 |
| 2001       |                                  | Deadline                     | Rachel Blake          | 1 epizód                                                   |
| 2001–2002  |                                  | Inside Schwartz              | Julie Hermann         | főszereplő                                                 |
| 2004       |                                  | Married to the Kellys        | Justin                | 1 epizód                                                   |
| 2005       | Az elnök emberei                 | The West Wing                | Christine             | 1 epizód                                                   |
| 2006       | A nevem Earl                     | My Name Is Earl              | Gwen Waters           | 1 epizód                                                   |
| 2006–2007  |                                  | Big Day                      | Becca                 | főszereplő                                                 |
| 2007       | Esküdt ellenségek: Bűnös szándék | Law & Order: Criminal Intent | Rebecca Slater        | 1 epizód                                                   |
| 2007–2010  | A hatalom hálójában              | Damages                      | Carrie Parsons        | 5 epizód                                                   |
| 2008       |                                  | Swingtown                    | Janet Thompson        | 1 epizód                                                   |
| 2009       | Író és kamuhős                   | Bored to Death               | Bonnie                | 1 epizód                                                   |
| 2011       |                                  | Mildred Pierce               | Anna                  | 1 epizód                                                   |
| 2012       |                                  | GCB                          | Cricket Caruth-Reilly | főszereplő                                                 |
| 2012, 2016 | Luxusdoki                        | Royal Pains                  | Fannie Todd           | 2 epizód                                                   |
| 2012–2014  | A férjem védelmében              | The Good Wife                | Mandy Post            | 4 epizód                                                   |
| 2015       | Jessica Jones                    | Jessica Jones                | Alisa Jones           | - 1 epizód - magyar hangja: - Bertalan Ágnes - Pap Katalin |
| 2015–2021  | Younger                          | Younger                      | Diana Trout           | - főszereplő - magyar hangja: - Bertalan Ágnes             |
| 2016       | Sherlock és Watson               | Elementary                   | Jennifer Bader        | 1 epizód                                                   |
| 2016, 2018 | A kenderfutár                    | High Maintenance             | Renee                 | 2 epizód                                                   |
| 2017       | Broad City                       | Broad City                   | Síró szomszéd         | 1 epizód                                                   |
| 2018       | Foglalkozásuk: amerikai          | The Americans                | Erica Haskard         | 6 epizód                                                   |
| 2020       | Mrs. America                     | Mrs. America                 | Natalie Gittelson     | - 1 epizód - magyar hangja: - Farkasinszky Edit            |
| 2023       | És egyszer csak…                 | And Just Like That...        | Amelia Carcy          | 1 epizód                                                   |

## Fordítás
- Ez a szócikk részben vagy egészben  a   Miriam Shor című angol Wikipédia-szócikk ezen változatának fordításán alapul.  Az eredeti cikk szerkesztőit annak laptörténete sorolja fel. Ez a jelzés csupán a megfogalmazás eredetét és a szerzői jogokat jelzi, nem szolgál a cikkben szereplő információk forrásmegjelöléseként.